# Давыдов, Роман Владимирович
Рома́н Влади́мирович Давы́дов (9 апреля 1913, Москва, Российская империя — 17 сентября 1988, Москва, СССР) — советский режиссёр-мультипликатор, художник-постановщик. Заслуженный деятель искусств РСФСР (1979).

## Биография
Окончил Московский индустриальный техникум, но очень скоро у него обнаружились незаурядные способности художника. В 1932 году Давыдов выиграл конкурс художников-карикатуристов, а в 1934 году окончил курсы художников-карикатуристов при журнале «Крокодил».
В 1937 году Давыдов поступил на курсы художников-мультипликаторов, при студии «Союзмультфильм» и долгие годы работал художником мультипликатором с ведущими режиссёрами Полковниковым, Бабиченко, Ивановым-Вано, Пащенко и другими.
В 1956 году состоялся дебют Романа Давыдова режиссёра в кукольном мультфильме «Колобок», а затем в мультфильме «Три медведя» (1958). В 1966 году Давыдов начал работу фильмом по «Книге джунглей» Киплинга Редьярда. В 1967—1971 годах вышел сериал из пяти частей «Маугли», ставший этапной работой для всей студии «Союзмультфильм» заслужившим высокую оценку коллег и любовь зрителей.
Большую известность также получили работы Давыдова в жанре исторических и сказочных мультфильмов «Детство Ратибора», «Лебеди Непрядвы», «Сказ о Евпатии Коловрате».
Преподавал на курсах обучения и повышения квалификации художников-мультипликаторов.
Отец режиссёра-мультипликатора Александра Давыдова.
Умер 17 сентября 1988 года. Похоронен на Даниловском кладбище (уч. 4).

## Фильмография

### Режиссёр
- 1948 — Охотничье ружьё
- 1955 — Баллада о столе
- 1956 — Колобок
- 1957 — Легенда о ледяном сердце (мультипликационные вставки)[4]
- 1958 — Три медведя
- 1961 — Козлёнок
- 1961 — Слава вам, небесные братья! (совместно с И. Аксенчуком)[5]
- 1962 — Живые цифры
- 1963 — Акционеры
- 1964 — На краю тайны
- 1965 — Гунан-батор
- 1965 — Главный Звёздный
- 1967 — Маугли. Ракша
- 1968 — Маугли. Похищение
- 1969 — Маугли. Последняя охота Акелы
- 1970 — Маугли. Битва
- 1971 — Маугли. Возвращение к людям
- 1972 — Фока — на все руки дока
- 1973 — Детство Ратибора
- 1975 — Василиса Микулишна
- 1976 — Храбрец-удалец
- 1977 — Мальчик-с-пальчик
- 1978 — Последняя невеста Змея Горыныча
- 1980 — Лебеди Непрядвы
- 1982 — Сын камня
- 1982 — Охотник и его сын
- 1983 — Пилюля
- 1985 — Сказ о Евпатии Коловрате
- 1986 — Сын камня и великан

### Режиссёр цветного варианта
- 1960 — Муха-Цокотуха

### Художник-постановщик
- 1944 — Песня о Чапаеве
- 1947 — Путешествие в страну великанов

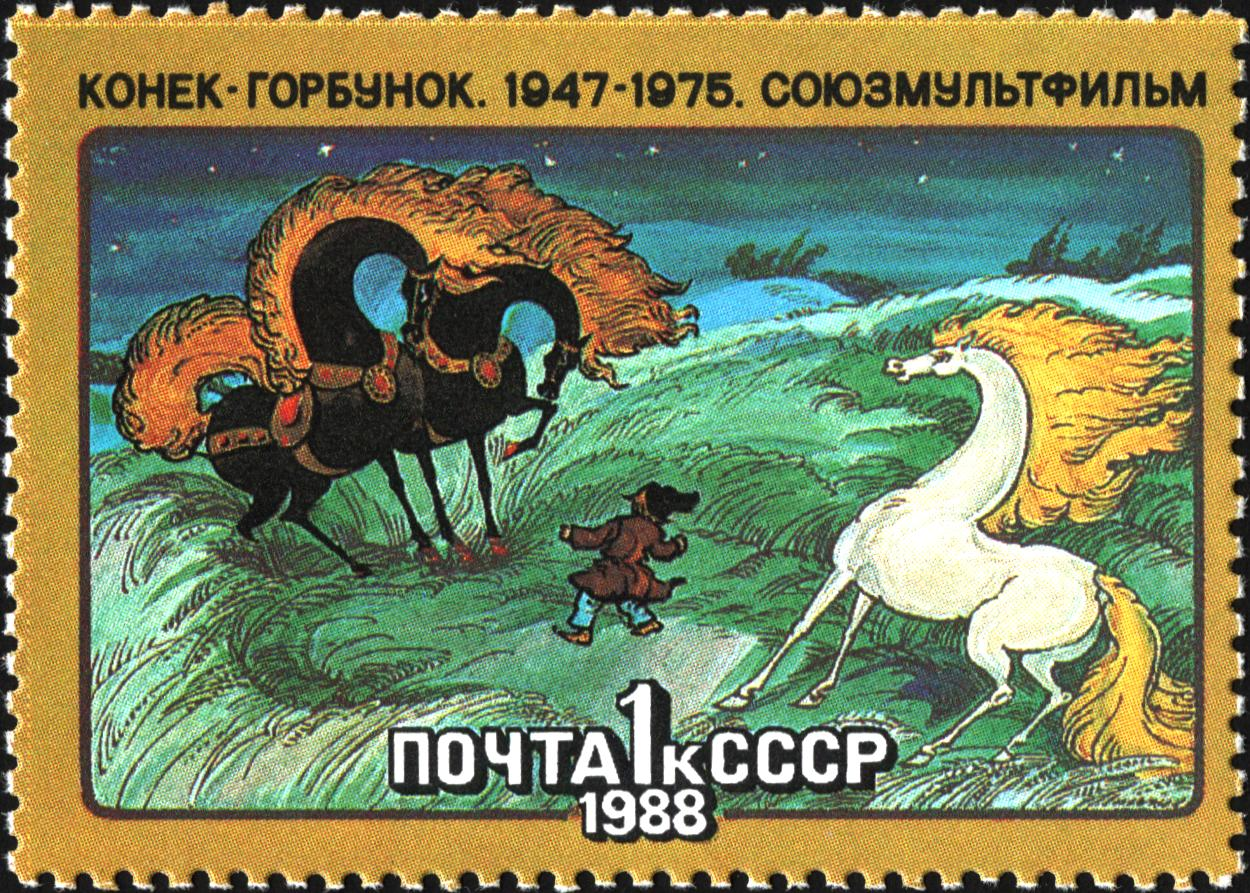
Конёк-Горбунок. 1947—1975 гг. Союзмультфильм. Почтовая марка СССР, 1988 г.,

- 1955 — Баллада о столе
- 1956 — Колобок
- 1957 — Почему ушёл котёнок

### Художник-мультипликатор
- 1939 — Боевые страницы
- 1939 — Дед Иван
- 1939 — Лимпопо
- 1940 — И мы на Олимпиаду
- 1940 — Ивась
- 1941 — Бармалей
- 1941 — Муха-Цокотуха
- 1942 — Лиса, заяц и петух
- 1943 — Краденое солнце
- 1943 — Сказка о царе Салтане
- 1944 — Музыкальная шутка
- 1944 — Телефон
- 1945 — Зимняя сказка
- 1945 — Пропавшая грамота
- 1945 — Теремок
- 1946 — Песенка радости
- 1947 — Весёлый огород
- 1947 — Квартет
- 1947 — Конёк-Горбунок
- 1948 — Серая Шейка
- 1949 — Чудесный колокольчик
- 1950 — Волшебный клад
- 1950 — Девочка в цирке
- 1950 — Когда зажигаются ёлки
- 1950 — Олень и Волк
- 1950 — Сказка о рыбаке и рыбке
- 1950 — Чудо-мельница
- 1951 — Лесные путешественники
- 1951 — Ночь перед Рождеством
- 1951 — Сердце храбреца
- 1951 — Аленький цветочек
- 1952 — Валидуб
- 1952 — Каштанка
- 1952 — Сармико
- 1952 — Снегурочка
- 1953 — Волшебная птица
- 1953 — Крашеный лис
- 1953 — Полёт на Луну
- 1953 — Сестрица Алёнушка и братец Иванушка
- 1954 — Золотая антилопа
- 1954 — Опасная шалость
- 1954 — Подпись неразборчива
- 1954 — Соломенный бычок
- 1955 — Остров ошибок
- 1955 — Пёс и кот
- 1955 — Петушок — золотой гребешок
- 1955 — Снеговик-почтовик
- 1955 — Храбрый заяц
- 1956 — Небесное создание
- 1957 — Знакомые картинки
- 1958 — Золотые колосья
- 1959 — Скоро будет дождь
- 1968 — Маугли. Похищение
- 1969 — Маугли. Последняя охота Акелы